# Чемпионат Европы по водным видам спорта 1950
В 1950 году чемпионат Европы по водным видам спорта прошёл 20-27 августа в Вене (Австрия).

## Общий медальный зачёт
Страна — хозяин соревнований
| Место | Страна     | Золото | Серебро | Бронза | Всего |
| ----- | ---------- | ------ | ------- | ------ | ----- |
| 1     | Франция    | 4      | 6       | 2      | 12    |
| 2     | Нидерланды | 4      | 4       | 3      | 11    |
| 3     | ФРГ        | 4      | 2       | 2      | 8     |
| 4     | Швеция     | 2      | 2       | 2      | 6     |
| 5     | Дания      | 1      | 1       | 4      | 6     |
| 6     | Бельгия    | 1      | 0       | 0      | 1     |
| 7     | Австрия    | 0      | 1       | 0      | 1     |
| 8     | Югославия  | 0      | 0       | 3      | 3     |
| Всего | Всего      | 16     | 16      | 16     | 48    |

## Медалисты

### Прыжки в воду

#### Мужчины
| Дисциплины   | Золото             | Золото | Серебро            | Серебро | Бронза                    | Бронза |
| ------------ | ------------------ | ------ | ------------------ | ------- | ------------------------- | ------ |
| Трамплин 3 м | Ханс Адерхольд ФРГ | 183.68 | Ги Эрнан · Франция | 174.66  | Вернер Зобек ФРГ          | 167.88 |
| Вышка 10 м   | Гюнтер Хазе ФРГ    | 158.13 | Вернер Зобек ФРГ   | 141.54  | Томас Кристиансен · Дания | 140.94 |

#### Женщины
| Дисциплины   | Золото                    | Золото | Серебро                    | Серебро | Бронза                      | Бронза |
| ------------ | ------------------------- | ------ | -------------------------- | ------- | --------------------------- | ------ |
| Трамплин 3 м | Маделен Моро · Франция    | 155.58 | Николь Пейиссар · Франция  | 140.64  | Бирте Кристофферсен · Дания | 129.63 |
| Вышка 10 м   | Николь Пейиссар · Франция | 85.67  | Альма Штаудингер · Австрия | 82.38   | Бирте Кристофферсен · Дания | 82.31  |

### Плавание

#### Мужчины
| Дисциплины                      | Золото                                                                      | Золото  | Серебро                                                             | Серебро | Бронза                                                                        | Бронза  |
| ------------------------------- | --------------------------------------------------------------------------- | ------- | ------------------------------------------------------------------- | ------- | ----------------------------------------------------------------------------- | ------- |
| 100 м вольным стилем            | Александр Жани · Франция                                                    | 57.7    | Йёран Ларссон · Швеция                                              | 59.4    | Йорис Тьеббес · Нидерланды                                                    | 1:00.3  |
| 400 м вольным стилем            | Александр Жани · Франция                                                    | 4:48.0  | Жан Буатё · Франция                                                 | 4:50.1  | Ханс-Гюнтер Леман ФРГ                                                         | 4:51.2  |
| 1500 м вольным стилем           | Ханс-Гюнтер Леман ФРГ                                                       | 19:48.2 | Жан Буатё · Франция                                                 | 19:48.4 | Жозеф Бернардо · Франция                                                      | 20:06.7 |
| 100 м на спине                  | Йёран Ларссон · Швеция                                                      | 1:09.4  | Корнелис Кивит · Нидерланды                                         | 1:09.7  | Борис Шканата · Югославия                                                     | 1:10.8  |
| 200 м брассом                   | Херберт Кляйн ФРГ                                                           | 2:38.6  | Морис Люзьен · Франция                                              | 2:40.9  | Бенгт Раск · Швеция                                                           | 2:43.8  |
| Эстафета 4×200 м вольным стилем | Швеция · Торе Шуннерхолм · Пер-Олоф Эстранд · Олле Юханссон · Йёран Ларссон | 9:06.5  | Франция · Вилли Блиош · Жозеф Бернардо · Жан Буатё · Александр Жани | 9:10.0  | Югославия · Бранко Видович · Андрей Квинц · Мислав Стипетич · Мариян Стипетич | 9:12.7  |

#### Женщины
| Дисциплины                      | Золото                                                                                   | Золото | Серебро                                                             | Серебро | Бронза                                                                            | Бронза |
| ------------------------------- | ---------------------------------------------------------------------------------------- | ------ | ------------------------------------------------------------------- | ------- | --------------------------------------------------------------------------------- | ------ |
| 100 м вольным стилем            | Ирма Схумахер · Нидерланды                                                               | 1:06.4 | Мария-Луиза Линссен-Ваэссен · Нидерланды                            | 1:07.1  | Грета Андерсен · Дания                                                            | 1:07.9 |
| 400 м вольным стилем            | Грета Андерсен · Дания                                                                   | 5:30.9 | Ирма Схумахер · Нидерланды                                          | 5:31.2  | Колет Тома · Франция                                                              | 5:37.4 |
| 100 м на спине                  | Хендрика ван дер Хорст · Нидерланды                                                      | 1:17.1 | Гертруд Херрбрук ФРГ                                                | 1:17.8  | Маргарета Гайллард · Нидерланды                                                   | 1:17.9 |
| 200 м брассом                   | Раймонда Вергаувен · Бельгия                                                             | 3:00.1 | Элисабет Боннир · Нидерланды                                        | 3:01.8  | Адриана де Грот · Нидерланды                                                      | 3:02.2 |
| Эстафета 4×100 м вольным стилем | Нидерланды · Анн Массер · Йоханна Термёлен · Мария-Луиза Линссен-Ваэссен · Ирма Схумахер | 4:33.9 | Дания · Грета Олсен · Улла Мадсен · Метте Петерсен · Грета Андерсен | 4:43.1  | Швеция · Марианне Лундквист · Гисела Тидхолм · Ингегард Фредин · Элисабет Альгрен | 4:44.7 |

### Водное поло
| Дисциплины | Золото | Серебро | Бронза |
| ---------- | --- | --- | --- |
| Мужчины    | Нидерланды · Геррит Бейлсма · Кор Брасем · Макс ван Гелдер · Рюд ван Феггелен · Йоп Кабаут · Макс Кабаут · Хенни Кетелар · Нейс Коревар · Нико Лухс · Фритс Смол · Гастон Фине | Швеция · Бо Лександер · Роланд Спонгберг · Эрик Хольм · Руне Эберг · Оке Юлин · Рольф Юлин · Арне Ютнер · Олле Юханссон · Бертиль Янссон | Югославия · Юрай Амшел · Велько Бакашун · Иво Браевич · Бошко Вуксанович · Матко Госзл · Божо Гркинич · Здравко Ежич · Хрвое Качич · Здравко-Джиро Ковачич · Иво Куртини · Ловро Радонич · Иво Штакула · |